# Fanny (zespół muzyczny)
Fanny – zespół rockowy działający w pierwszej połowie lat siedemdziesiątych XX wieku.
Grupa była jedną z pierwszych stworzonych przez same kobiety (razem z Goldie & the Gingerbreads i The Pleasure Seekers, w którym grała kiedyś Suzi Quatro). Zespół był pierwszą żeńską formacją, która wydała krążek (pierwszym był Fanny z 1970) w jednej z mainstreamowych wytwórni muzycznych. Dwa single grupy osiągnęły co najmniej 40. miejsce na amerykańskiej liście przebojów Billboard Hot 100. Zespół wydał pięć płyt przed rozpadem w 1975. Grupa została okrzyknięta matkami chrzestnymi kobiecego rocka (z ang. Godmothers of Chick Rock). Fanny było inspiracją dla późniejszej basistki The Runaways, Jackie Fox.

## Wczesne lata
June i Jean Millington przeprowadziły się z rodziną z miasta Manila w Filipinach do Sacramento w Kalifornii w 1961 roku. W szkole średniej siostry założyły zespół the Svelts, do którego oprócz nich należały Addie Lee (gitara) i Brie Brandt (perkusja). Perkusistka wkrótce została zastąpiona przez Alice de Buhr. The Svelts wkrótce się rozpadły. De Buhr założyła wtedy kolejny zespół - Wild Honey. Siostry Millington dołączyły do grupy. Wild Honey grało covery zespołów z gatunku Motown. Wkrótce formacja przeniosła się do Los Angeles.

## Rozwój zespołu
Wild Honey nie mogło osiągnąć sukcesu w zdominowanej przez mężczyzn rockowej scenie muzycznej, dlatego zespół zdecydował się na rozwiązanie po swoim ostatnim występie w klubie The Troubadour w 1969 roku.
Mimo decyzji o rozpadzie zespołu, formacja kontynuowała działalność ze względu na producenta Richarda Perry'ego, który poszukiwał w tamtym czasie żeńskiego zespołu, któremu mógłby pomóc w karierze. Zespół podpisał kontrakt z Reprise Records, nadal pod nazwą Wild Honey.
Przed nagrywaniem pierwszego albumu do grupy dołączyła keyboardzistka Nickey Barclay, która należała przedtem do zespołu Joego Cockera w trakcie trasy koncertowej (z której pochodzi album Mad Dogs & Englishmen). Wtedy zmieniono nazwę zespołu na Fanny, co w slangu młodzieżowym odnosi się do kobiecych genitaliów, ale według zespołu miało to oddawać klimat kobiecej duszy.

## Szczyt kariery: 1970-1973
Richard Perry był producentem trzech pierwszych albumów zespołu: Fanny (1970), Charity Ball (1971) i Fanny Hill (1972). Tytułowy utwór z drugiego albumu ("Charity Ball") osiągnął 40. miejsce Billboard Hot 100. Członkinie grupy pracowały również nad innymi projektami jako muzycy sesyjni, m.in. na albumie Barbry Streisand z 1971. Czwarty album grupy, Mother's Pride (1973) był produkowany przez Todda Rundgrena. Wraz z młodą inżynierką dźwięku, Leslie Ann Jones, jako ich menadżer na trasach koncertowych Fanny koncertowało na całym świecie, otwierając koncerty dla takich zespołów jak Slade, Jethro Tull i Humble Pie, zyskując popularność w Wielkiej Brytanii. Artykuł w magazynie Sounds z 1971 roku opisuje Fanny: "Wydaje się, że one supportują każdego."

## Koniec kariery
Po wydaniu albumu Mother's Pride, gitarzystka June Millington i perkusistka Alice de Buhr opuściły formację. Patti Quatro (siostra Suzi Quatro) zastąpiła June, a Brie Brandt (która grała z siostrami Millington we wczesnych latach Fanny, kiedy zespół nazywał się The Svelts) zastąpiła Alice. Ten nowy skład zespołu podpisał kontrakt z Casablanca Records. W roku 1974 pojawił się ostatni album grupy, Rock and Roll Survivors. Brandt opuściła Fanny krótko po wydaniu płyty, by wyjść za mąż za kompozytora Jamesa Newtona Howarda. Perkusistka na krótko została zastąpiona przez Cam Davis.
Zespół wkrótce rozpadł się, nawet pomimo tego, że singel "Butter Boy" został najlepiej notowanym singlem Fanny, zajmując 29. miejsce Billboard Hot 100 w kwietniu 1975.

## Po rozpadzie zespołu
W wywiadzie z magazynem Rolling Stone z 1999 roku, David Bowie opisał swój respekt wobec grupy:"Jeden z najważniejszych żeńskich zespołów amerykańskiego rocka został pogrzebany bez pamięci. I to jest Fanny. Były jednymi z najlepszych rockowych zespołów ich czasów, około 1973. One były niezwykłe... są równie ważne jak każdy inny zespół; to po prostu nie był ich czas. Ożywcie Fanny. I wtedy będę wiedział, że mój wysiłek się skończył."
Po rozpadzie, siostry Jean i June Millington założyły nowy zespół the L.A. All-Stars, który miał początkowo być nową wersją Fanny. Kilka wytwórni muzycznych zainteresowało się grupą, ale zgodziło się na kontrakt pod warunkiem, że zespół nadal będzie koncertował i wydawał płyty jako Fanny. June Millington nie zgodziła się na te warunki.
June, opisana przez magazyn Guitar Player jako najgorętsza gitarzystka w przemyśle muzycznym, stała się wkrótce także producentem dla takich artystów jak Holly Near, Cris Williamson i Bitch and Animal. June założyła także muzyczny obóz dla nastolatek. Jean Millington wyszła za mąż za gitarzystę Davida Bowiego, Earla Slicka. Siostry Millington współpracowały ze sobą w 2011 roku, wydając album "Play Like A Girl" w wytwórni Fabulous Records należącej do June.

## Byli członkowie

### Najsłynniejszy skład
- Jean Millington: gitara basowa, wokal
- June Millington: gitara, wokal
- Nickey Barclay: keyboard, wokal
- Alice de Buhr: perkusja, wokal

### Ostatni skład
- Jean Millington: gitara basowa, wokal
- Patti Quatro: gitara, wokal
- Nickey Barclay: keyboard, wokal
- Brie Brandt: perkusja, wokal

## Dyskografia
- Fanny - 1970
- Charity Ball - 1971
- Fanny Hill - 1972
- Mother's Pride - 1973
- Rock and Roll Survivors - 1974

Kompilacje/albumy live:
- Fanny Live - 1998 (nagrywany w Cleveland w 1972)
- First Time in a Long Time (box set) - 2002 (Rhino Records)